# Bahamas en los Juegos Olímpicos de Roma 1960
Bahamas estuvo representada en los Juegos Olímpicos de Roma 1960 por un total de 13 deportistas que compitieron en 2 deportes.  
El equipo olímpico de Bahamas no obtuvo ninguna medalla en estos Juegos.